# Ara Pacis
Ara Pacis je oltář zasvěcený římské bohyni míru Pax, zbudovaný na Martově poli na severozápadním okraji starověkého Říma.

## Historie
Nechal ho postavit Octavianus Augustus jako připomínku vítězného tažení do Hispánie a Galie, které zbavilo Řím vnějších nepřátel a zajistilo jeho dominanci nad tehdy známým světem (Pax Romana).
Jak napsal Velleius Paterculus, po letech zmatků „pole byla opět obdělávána, bohové uctíváni, lidé se těšili klidu a míru a byli si jistí držbou vlastního majetku.“
Stavba byla schválena senátem v roce 13 př. n. l. a slavnostně vysvěcena 30. ledna 9 př. n. l.
Samotný oltář byl obklopen čtvercovým pavilonem, vše bylo zhotoveno z bílého mramoru a po obvodových zdech se ve dvou pásech nad sebou táhly reliéfy, zobrazující císaře s rodinou a jeho triumfální průvod, stejně jako mytologické postavy (Romulus a Remus, bohyně Roma), vyjadřující návaznost Augustovy vlády na slavné tradice. Celý objekt byl široký 11,6 metru, dlouhý 10,6 metru a vysoký 6 metrů.
Po pádu římské říše byl oltář ponechán svému osudu a postupně jej pokrylo bahno z tiberských záplav. Trosky byly objeveny až při stavbě baziliky San Lorenzo in Lucina v roce 1568 a reliéfy se ocitly v soukromých sbírkách.
Ve 30. letech 20. století proběhla na počest dvoutisícího výročí Augustova narození rekonstrukce oltáře do původní podoby.
Od roku 2006 je umístěn v modernistické budově muzea, postavené podle projektu amerického architekta Richarda Meiera.